# المعهد الوطني لعلم الفيروسات (باكستان)
المعهد الوطني لعلم الفيروسات (بالإنجليزية: National Institute of Virology (Pakistan)) (NIV) في باكستان هو معهد أبحاث وطني يركز على السلامة البيولوجية. كما يوجد بها مختبر وطني مخصص للتعرف على الأمراض المعدية الناشئة والقضاء عليها، بالإضافة إلى الجهود المبذولة في مجال الحرب البيولوجية. المختبر المذكور أعلاه هو مختبر السلامة البيولوجية الذي تديره جامعة كراتشي لصالح وزارة الصحة. أنشأ المركز الدولي للعلوم الكيميائية والبيولوجية بجامعة كراتشي المعهد الوطني لعلم الفيروسات في 19 سبتمبر 2019.

## الاهمية
اكتسبت تقنية التشخيص غير المباشر أهمية أكبر أثناء تفشي جائحة كوفيد-19 في باكستان، وهو مرض يسببه فيروس فيروس كورونا SARS-CoV-2. لقد طورت مجموعات اختبار كوفيد-19 الخاصة بها، والتي يمكن إنتاجها بتكاليف أقل بكثير من الادوات المستوردة، مما يسمح لعدد أكبر من المواطنين بإجراء الاختبار. عندما انتشر المرض في باكستان، عملت حكومة ولاية السند إلى جنب مع وزارة الصحة في الحكومة الفيدرالية الباكستانية لتطوير اللقاحات والأدوية لعلاج الأمراض المعدية.

## انظر ايضا
- وزارة الخدمات الصحية الوطنية والتنظيم والتنسيق الباكستانية